# Cheilotrichia scitula
Cheilotrichia scitula är en tvåvingeart som först beskrevs av Alexander 1927.  Cheilotrichia scitula ingår i släktet Cheilotrichia och familjen småharkrankar. Inga underarter finns listade i Catalogue of Life.